# Haworthia bruynsii
Haworthia vlokii ist eine Pflanzenart der Gattung Haworthia in der Unterfamilie der Affodillgewächse (Asphodeloideae). Das Artepitheton bruynsii ehrt den südafrikanischen Mathematiker und Sukkulentenspezialisten Peter Vincent Bruyns (* 1957).

## Beschreibung
Haworthia bruynsii wächst stammlos und einzeln. Die fünf bis elf Laubblätter bilden eine Rosette mit einem Durchmesser von bis zu 6 Zentimetern. Die bräunlich grüne, opake Blattspreite besitzt eine flach gestutzte Endfläche. Die Blattoberfläche ist leicht rau. Auf ihr befinden sich kleine erhabene Warzen.
Der einfache Blütenstand ist schlank. Die schlanken Blüten stehen weit voneinander entfernt.
Die Blütenröhre ist verkehrt kopfig. Die Spitzen der miteinander verwachsenen Perigonblätter sind zurückgerollt.

## Systematik und Verbreitung
Haworthia bruynsii ist in der südafrikanischen Provinz Ostkap in der Kleinen Karoo verbreitet.
Die Erstbeschreibung durch Martin Bruce Bayer wurde 1981 veröffentlicht. Ein nomenklatorisches Synonym ist Haworthia retusa var. bruynsii (M.B.Bayer) Halda (1997).

## Nachweise